# Vèze (Cantal)
Vèze – miejscowość i gmina we Francji, w regionie Owernia-Rodan-Alpy, w departamencie Cantal.
Według danych na rok 1990 gminę zamieszkiwało 139 osób, a gęstość zaludnienia wynosiła 5 osób/km² (wśród 1310 gmin Owernii Vèze plasuje się na 707. miejscu pod względem liczby ludności, natomiast pod względem powierzchni na miejscu 255.).